# Aspirator

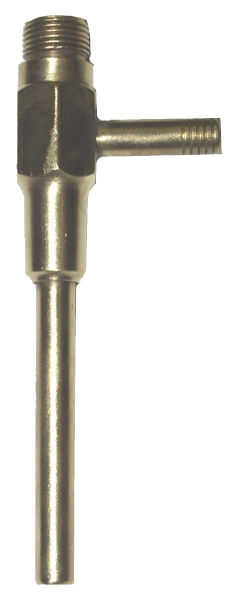
Een koperen aspirator. De ingang en uitgang voor water zitten boven en onderaan. De luchtingang zit aan de zijkant.

Een aspirator, ook wel ejector of filterpomp genoemd, is een apparaat dat onderdruk produceert via het venturi-effect. In een aspirator stroomt vloeistof of gas door een buis die smaller wordt, de venturi. In de venturi neemt de snelheid van de vloeistof toe en de druk af. Vanaf dit punt ontstaat onderdruk.
Als een vloeistof wordt gebruikt, hangt de kracht van het vacuüm dat ontstaat af van de dampdruk van die vloeistof (voor water, 24 mmHg ≈3200 Pa bij 25°C). Echter, als een gas wordt gebruikt, bestaat deze limiet niet. De industriële steam ejector (ook wel de steam jet ejector, steam aspirator, of steam jet aspirator genoemd) gebruikt stoom om het vacuüm op te wekken. Om te voorkomen dat er te veel stoom wordt gebruikt, wordt over het algemeen geen vacuüm gecreëerd van hoger dan 75 mmHg met slechts één aspirator.
Voor een hoger vacuüm worden meerdere aspirators gebruikt. Steam ejectors met drie, vier, vijf of zes aspirators kunnen een vacuüm maken van respectievelijk 20 mmHg ≈2666 Pa, 2,5 mmHg ≈333 Pa, 0,3 mmHg ≈40 Pa , 0,03 mmHg ≈4 Pa en 0,003 mmHg ≈0,4 Pa.
De air ejector of venturi pump is gelijk aan de steam ejector, maar gebruikt samengeperste lucht als basis. Deze ejectors zijn vaak gelimiteerd tot twee a drie aspirators tegelijk.

## Medische aspirators
Medische aspirators zijn kleine zuigmachines die worden gebruikt om lichaamssappen van een patiënt weg te zuigen. Ze zijn vaak draagbaar zodat ze in een ambulance kunnen worden gebruikt. Grote leveranciers van medische aspirators zijn Allied Healthcare en Impact.